# Eyjafjörður
Eyjafjörður (dansk:Øfjord) er den længste fjord i det nordlige Island.
Fjorden er lang og smal og er 60 km lang. Fjordens bredeste sted mellem Siglunes og Gjögurtá måler 25 km i nærheden af det åbne hav, men i gennemsnit er den 6-10 km i bredden. På fjordens vestside ligger de to fjordarme, Ólafsfjörður og Héðinsfjörður.
På begge sider af fjorden er der åse og fjelde, men fjeldene er højst på vestsiden i fjeldryggen på halvøen Tröllaskagi. I fjordens ydre del er der ingen lave kystområder, og her går de stejle bakker direkte ud i havet. Længere mod syd er der en del smalle lavlandsområder på begge sider af fjorden, og de bredeste er på vestsiden.
Flere dale går videre fra Eyjafjörður, de fleste af dem i vest, og de to vigtigste er Hörgárdalur og Svarfaðardalur. Dalsmynni er den eneste dal på østsiden og største dal, der går videre fra Eyjafjörður mod syd. Den er lang og bred og er et af Islands største landbrugsområder.
Der løber mange elve ud i Eyjafjörður, de største er Eyjafjarðará, Fnjóská og Hörgá.
Øen Hrísey i midten af Eyjafjörður er Islands næststørste ø og bliver ofte kaldt Perlen i Eyjafjörður.

## Folk
Området omkring Eyjafjörður er det tættest befolkede område efter Reykjavík. I 2008 levede der ca. 22.000 mennesker her. (minus Siglufjörður og Grímsey)
Den største by er Akureyri og andre er Dalvík, Ólafsfjörður, Hrísey, Árskógssandur, Hauganes, Hjalteyri, Hrafnagil, Svalbarðseyri og Grenivík. De fleste af dem lever af fiskeri og landbrug, men Akureyri er områdets hovedby med industri, handel, skoler og trawlerfiskeri.
65°51′00″N 18°08′00″V / 65.85°N 18.133333333333°V